# Edoardo Firpo
Edoardo Firpo (Genova, 20 aprile 1889 – Genova, 10 febbraio 1957) è stato un poeta italiano.

## Biografia
Edoardo Firpo è stato un poeta in lingua genovese e anche un pittore del Novecento.
Come altri artisti coevi - quali Luigi Navone, Adolfo Lucarini, Edoardo De Albertis ed Eugenio Baroni - non fu mai incline ad assoggettarsi al sistema e alle pressioni del periodo storico - il primo Novecento - in cui si trovò ad operare. Per procurarsi di che vivere lavorò come accordatore di pianoforti; fu grande nella poesia, ma della sua opera rimangono anche dipinti a olio, disegni e pastelli, spesso realizzati su materiali di fortuna.
Pronipote per via materna del violinista Camillo Sivori (la madre si chiamava Gemma Arata, il padre anch'egli Edoardo), il poeta nacque a Genova, primogenito di sei figli, in Piazza Colombo al n. 26 (una lapide ricorda la sua nascita). Edoardo Firpo fu una persona schiva e visse sempre nella semplicità, pur entrando in contatto con molti artisti genovesi e intellettuali dell'epoca, come Guido Gozzano (che conobbe nel suo soggiorno genovese, dal 1907 al 1914), Camillo Sbarbaro, Eugenio Montale, che nel 1935 scrisse la prefazione alla sua seconda opera "O fiore in to gotto", e Giorgio Caproni, che apprezzava in modo particolare la sua opera. 
Nel 1912, assieme al fratello Emilio, compose una maliziosa canzone, dal titolo Non mi toccare il...Bosforo! - Lamento di un'odalisca, in cui viene descritta con una serie di doppi sensi la conquista italiana della Libia nella guerra con l'impero ottomano. Dopo la I guerra mondiale conobbe Ivo Rubini, fondatore del Circolo Culturale “All’insegna della Tarasca” di cui Firpo fece parte e che pubblicherà  ‘O grillo cantadò.  Fine conoscitore della letteratura genovese antica, fu anche membro dell'Associazione "A Compagna" di Genova, dall'anno di fondazione, nel 1923.
Frequentò l'Accademia Ligustica di Belle Arti e un corso di Filosofia dell'Arte tenuto da Adelchi Baratono (filosofo e docente di filosofia teoretica all’Università di Genova). Nonostante i fecondi interessi culturali, Firpo condusse una vita riservata e segnata dalle difficoltà economiche, morendo in povertà.
Fu un convinto oppositore del fascismo. Una lapide con una sua poesia in memoria dei partigiani è posta sulla chiesa dedicata a Sant'Antonino e situata poco distante dal cimitero monumentale di Staglieno.
Arrestato dalle truppe tedesche il 10 gennaio 1945, per aver scritto, in una lettera indirizzata al fratello, una battuta in dialetto sul Duce, venne detenuto nella famigerata Casa dello Studente di Genova e condannato alla deportazione; un mese dopo venne tuttavia rilasciato; sul periodo trascorso nel carcere nazifascista scrisse anche nel suo "Diario", peraltro incentrato sulla vita quotidiana del poeta e le osservazioni paesaggistiche delle lunghe passeggiate sulle colline appenniniche sopra Genova, fonte di ispirazione per molte delle sue profonde e delicate liriche.
Morì il 10 febbraio 1957, a seguito di apoplessia, e la sua orazione funebre venne pronunciata dal Sindaco di Genova, Gelasio Adamoli. Sepolto, per sua volontà, sotto a un pino marittimo nel cimitero di Genova-Sant'Ilario, la lapide riporta alcuni versi della poesia "Ciammime un po' unn-a mattin":
"Figgêu, che pe-i coste di monti
ti beivi a-e fresche vivagne,
appenn-a fiorisce e campagne,
ciàmmine un pò unna mattin.
Chissà che da qualche rianello,
da qualche ramma de pin
no te risponde un pittin."

Il pittore genovese Alberto Helios Gagliardo (Genova, 14 aprile 1893 - 20 aprile 1987) realizzò un suo ritratto.
I resti di Edoardo Firpo sono andati dispersi a seguito di una tromba d'aria che nel 2016 ha danneggiato gravemente il cimitero di Genova Sant'Ilario.

## L'opera

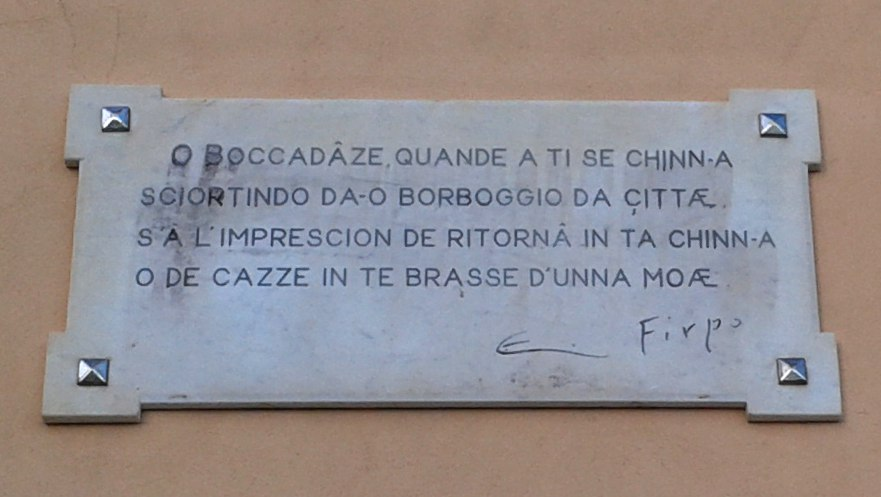
Targa con i versi di Edoardo Firpo, nella piazzetta panoramica di Boccadasse a lui intitolata

L'ispirazione poetica di Firpo fu determinata prevalentemente dal paesaggio ligure. L'asprezza della lingua genovese - che talvolta però Firpo italianizzò - non toglie musicalità alla sua poesia, ispirata, da una parte, a temi di genere decadentista-simbolista (A Lampara da O fiore into gòtto), e, dall'altra, riferiti a momenti significativi del suo vissuto (Boccadâze, dedicata al borgo marinaro di Boccadasse, dove una targa con il testo della poesia lo ricorda, e L'öchin, entrambe da O fiore into gòtto).
A parere di Eugenio Montale il tono tragico è assente dalla poesia di Firpo. Solo nell'ultima raccolta (del 1955) sono avvertibili toni cupi in riferimento all'angoscia dell'uomo davanti al mistero dei fenomeni naturali. In essi è possibile sentire una suggestione pascoliana, dove il mare, col veloce succedersi delle onde, può rappresentare il contenuto effimero della vita.

## La poesia dei partigiani
Fra le poesie di Firpo molto care ai genovesi sono da ricordare Ai martiri di Cravasco e la già citata poesia Sant'Antonino.
Questo componimento è - a detta dei critici - una sintesi di poetica limpida e pacata che non abbandona, anzi sottolinea il pensiero di coloro che aderirono al movimento partigiano opponendosi al fascismo:
Al pari di quelle di una madre in ansia, l'invocazione al santo - che assume qui il ruolo di guardiano dei caduti - sale alta e sincera:
Fino a questo punto il tono è quasi quello di una ninna nanna; subito dopo però, con pacatezza ma anche risolutezza, se dovesse accadere che fosse mancato loro di rispetto:

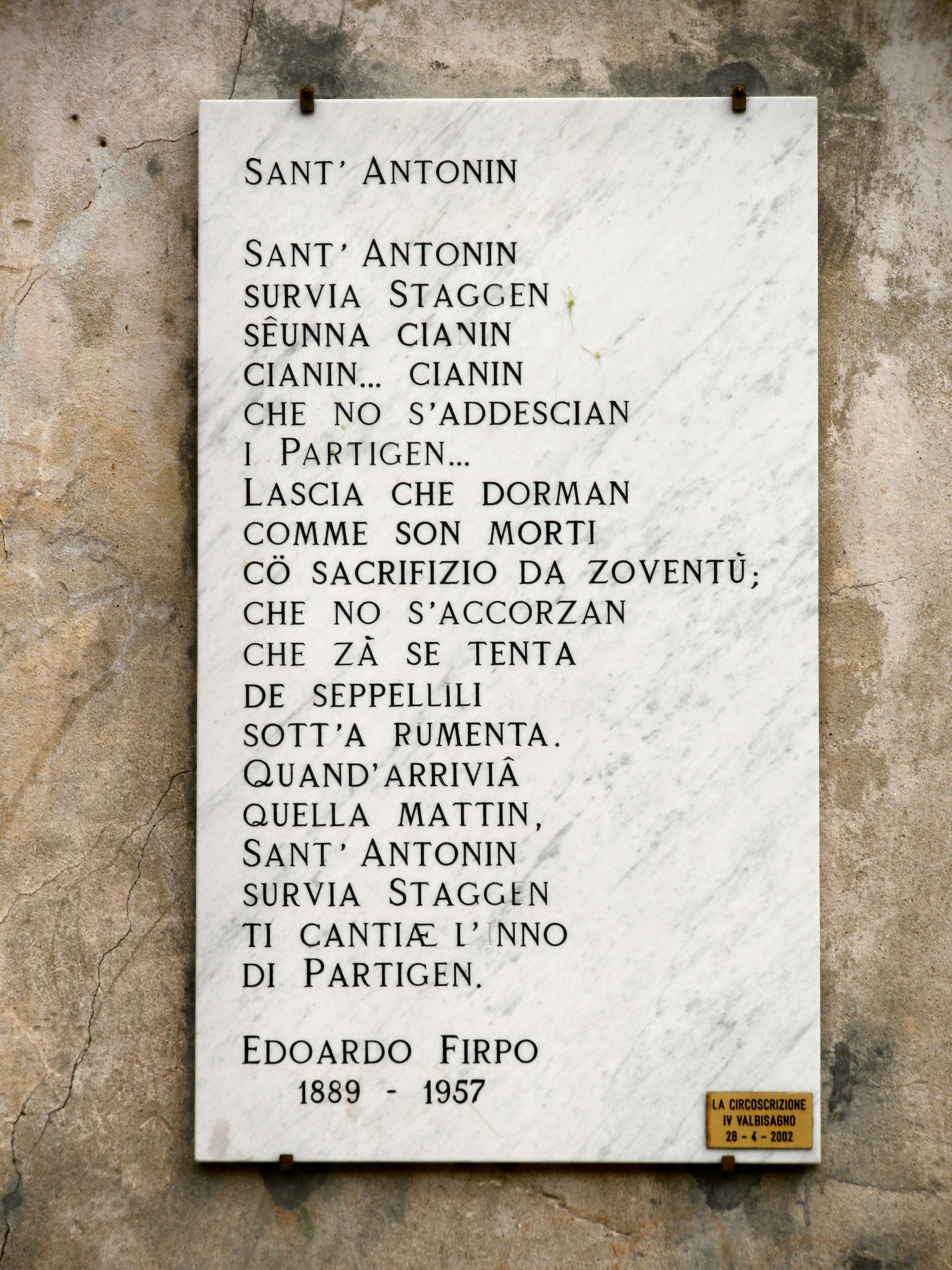
Targa con la poesia presso la chiesa di Sant'Antonino

Sant'Antonino è una frazione di Staglieno, dove sorge il cimitero monumentale più grande d'Italia, e dove riposano i partigiani caduti sulla terra genovese. È questo luogo, localizzato proprio sopra al cimitero di Staglieno che canterà l'Inno dei Partigiani.
Questo poemetto - al di là del valore poetico - è importante anche per comprendere come, soprattutto nelle delegazioni operaie di Genova, la vecchia matrice solidaristica (vedi Storia del movimento partigiano a Genova), unì atei e credenti, in una comune lotta contro la barbarie nazifascista; aiuta in definitiva a comprendere come il senso del sacro fu comune, anche se visto sotto ottiche diverse (un esempio che verrà restituito appieno da Bartolomeo Ferrari, don Berto, cappellano della divisione Mingo).

## Riconoscimenti
- Al suo nome sono intitolati l'Istituto Tecnico per il Turismo di Genova e il Belvedere di Genova-Boccadasse.
- Una targa in piazza Colombo ne identifica la casa natale